# The Kids Are Coming
The Kids Are Coming is de debuut extended play van de Australische zangeres Tones and I dat op 30 augustus 2019 werd uitgebracht. De ep werd op 16 juli 2019 aangekondigd, tegelijkertijd met de single Never Seen the Rain.
Tijdens de ARIA Music Awards (Australian Recording Industry Association Music Awards) van 2020 won de ep een award voor Best Independent Release.

## Track listing
Alle nummers werden geschreven door Toni Watson en geproduceerd door Konstantin Kersting.

| 1.                 | The Kids Are Coming | 3:24 |
| 2.                 | Dance Monkey        | 3:29 |
| 3.                 | Colourblind         | 3:26 |
| 4.                 | Johnny Run Away     | 3:12 |
| 5.                 | Jimmy               | 3:43 |
| 6.                 | Never Seen the Rain | 3:20 |
| Totale duur: 20:40 |                     |      |

## Medewerkers
- Toni Watson – componist, productie
- Konstantin Kersting – mixing, productie
- Kenny Harmon – mixing
- Randy Belculfine – mixing
- Andrei Eremin – mastering[4]

## Tour
Op 2 januari startte Tones and I haar Kids Are Coming World Tour met in totaal 46 concerten verspreid over de wereld. Later werd bekend dat ze een deel van de tour moest uitstellen vanwege het coronavirus. Op 9 februari 2020 stond ze in de Melkweg in Amsterdam.

## The Kids are Coming in de Hitlijsten
| Hitlijst                              | Hoogste positie |
| ------------------------------------- | --------------- |
| Australische ARIA Charts              | 3               |
| Australische Independent Label Albums | 1               |
| Oostenrijkse Ö3 Austria Top 40        | 48              |
| Belgische Ultratop Vlaanderen         | 46              |
| Belgische Ultratop Wallonië           | 95              |
| Canadese Album Chart                  | 9               |
| Deense Hitlisten                      | 8               |
| Nederlandse Album Top 100             | 96              |
| Finse album toplijst                  | 19              |
| Franse album toplijst (SNEP)          | 31              |
| Ierse album toplijst (IRMA)           | 40              |
| Italiaanse album top 100              | 72              |
| Letlandse album toplijst (LAIPA)      | 9               |
| Nieuw-Zeelandse album toplijst (RMNZ) | 23              |
| Noorse VG-lista                       | 3               |
| Zweedse Sverigetopplistan             | 15              |
| Zwitserse Hitparade                   | 82              |
| Amerikaanse Billboard 200             | 30              |

## Eindejaars hitlijsten (2019)
| Hitlijst (2019)                            | Positie |
| ------------------------------------------ | ------- |
| Australische album toplijst (ARIA)         | 3       |
| Franse album toplijst (SNEP)               | 150     |
| Zweedse album toplijst (Sverigetopplistan) | 96      |